# نیکون کولپیکس پی۹۰

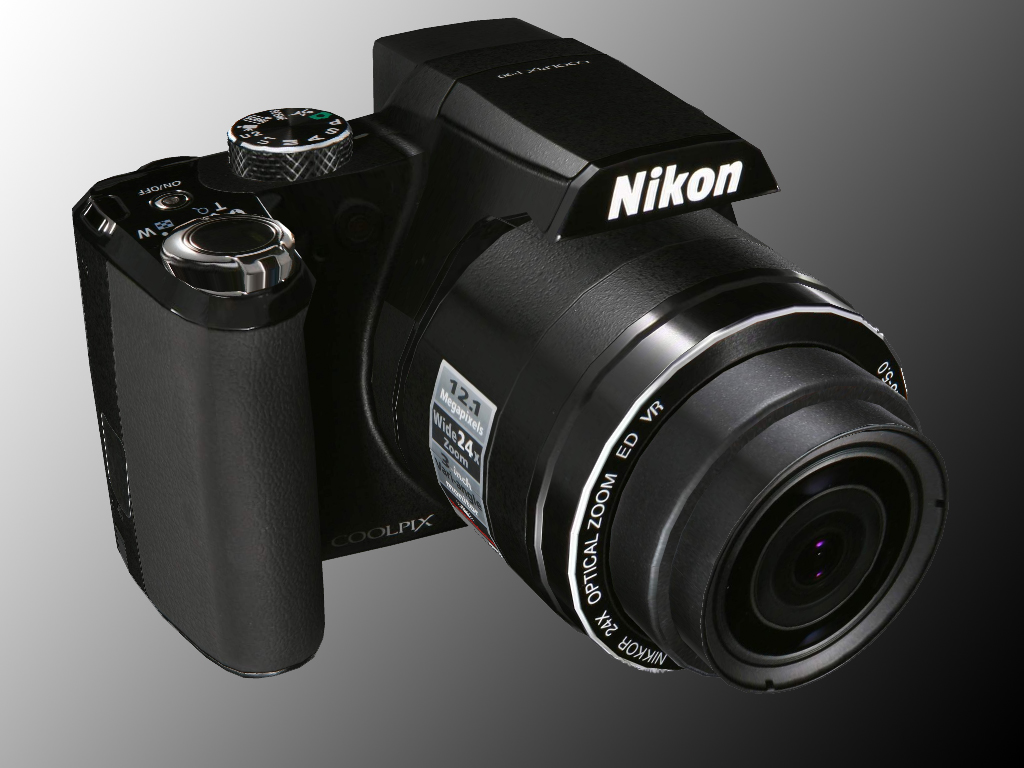
نیکون کولپیکس پی۹۰

نیکون کولپیکس پی۹۰ (به انگلیسی: Nikon Coolpix P90) یک دوربین عکاسی کامپکت ساخت شرکت نیکون است.